# Dafne (satélite)
Dafne (anteriormente S/2005 S 1) es un satélite de Saturno. Su descubrimiento lo anunció Carolyn Porco el 6 de mayo de 2005. Apareció en seis imágenes tomadas por la nave Cassini el 1 de mayo con una exposición de 16 minutos del borde exterior del anillo A. En las imágenes de alta resolución (3.54 km/pixel) se observa su disco de 7 km. Antes de poder observarlo se había inferido previamente su existencia de las ondas gravitatorias observadas en el borde exterior de la División Keeler. 
S/2005 S 1 tiene aproximadamente de 6 a 8 kilómetros de diámetro, y orbita dentro de la División Keeler un hueco en el anillo A de Saturno a una distancia media de 136,505 km y con un periodo de 0.594 días (0.59537 si el semieje mayor es exacto). Los datos actuales no permiten estimar inclinación o excentricidad, aunque ambos probablemente estén cerca de cero. Tiene un albedo estimado del 50%.
Al igual que Pan, es una luna pastora, sólo que este último orbita en la División de Encke.

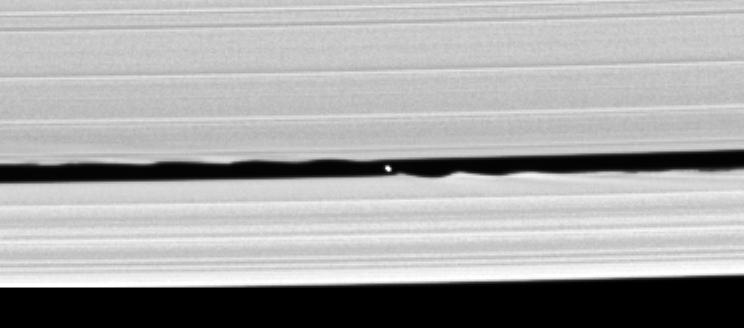
Imagen del satélite Dafne obtenida por la sonda Cassini mostrando las ondas inducida en los bordes de la división Keeler.